# Johnny Legend
Johnny Legend, född Martin Margulies 3 oktober 1948 i San Fernando, Kalifornien, är en amerikansk rockabillysångare, skådespelare, filmproducent och wrestlingpromotor.

## Diskografi (urval)
Album
- Are You Hep To Me? (Honeymoon Bop, 1979)
- Rockabilly Rumble (som "Johnny Legend & His Skullcaps") (Rollin' Rock, 1981)
- Soakin' The Bone (som "Johnny Legend & His Skullcaps") (Rollin' Rock, 1981)
- Rockabilly Rumble (Rollin' Rock Switzerland, 1994)
- Rockabilly Bastard: The Best of Johnny Legend, Volume None (som "Johnny Legend & His Rockabilly Bastards") (Hightone, 1997)
- Bitchin' (Dionysus, 1998)
- I Itch! (Bluelight Records, 2014)
- The Rollin' Rock Recordings (Part Records, 2015)

## Filmografi (urval)
- The Secret Sex Lives of Romeo and Juliet (1969)
- The Cat Ate the Parakeet (1972) (som Martin Margulies)
- Sexual Sensory Perception (1975)
- Young, Hot 'N' Nasty Teenage Cruisers (1977)
- Fantasm Comes Again (1977) (som Martin Margulies)
- My Breakfast with Blassie (1983)
- Prison Ship (1988)
- Bride of Re-Animator (1990)
- Severed Ties (1992)
- Children of the Corn III (1995)
- Bug Buster (1998)
- Man on the Moon (1999)
- Skinwalker - Curse of the Shaman (2005)
- 2001 Maniacs (2005)
- Catch of the Day (2014)